# Kresniške Poljane
Kresniške Poljane este o localitate din comuna Litija, Slovenia, cu o populație de 318 locuitori.